# Thomas Jahn (Komponist)
Thomas Jahn (* 29. Dezember 1940 in Berlin) ist ein deutscher Komponist und Posaunist.                                                        

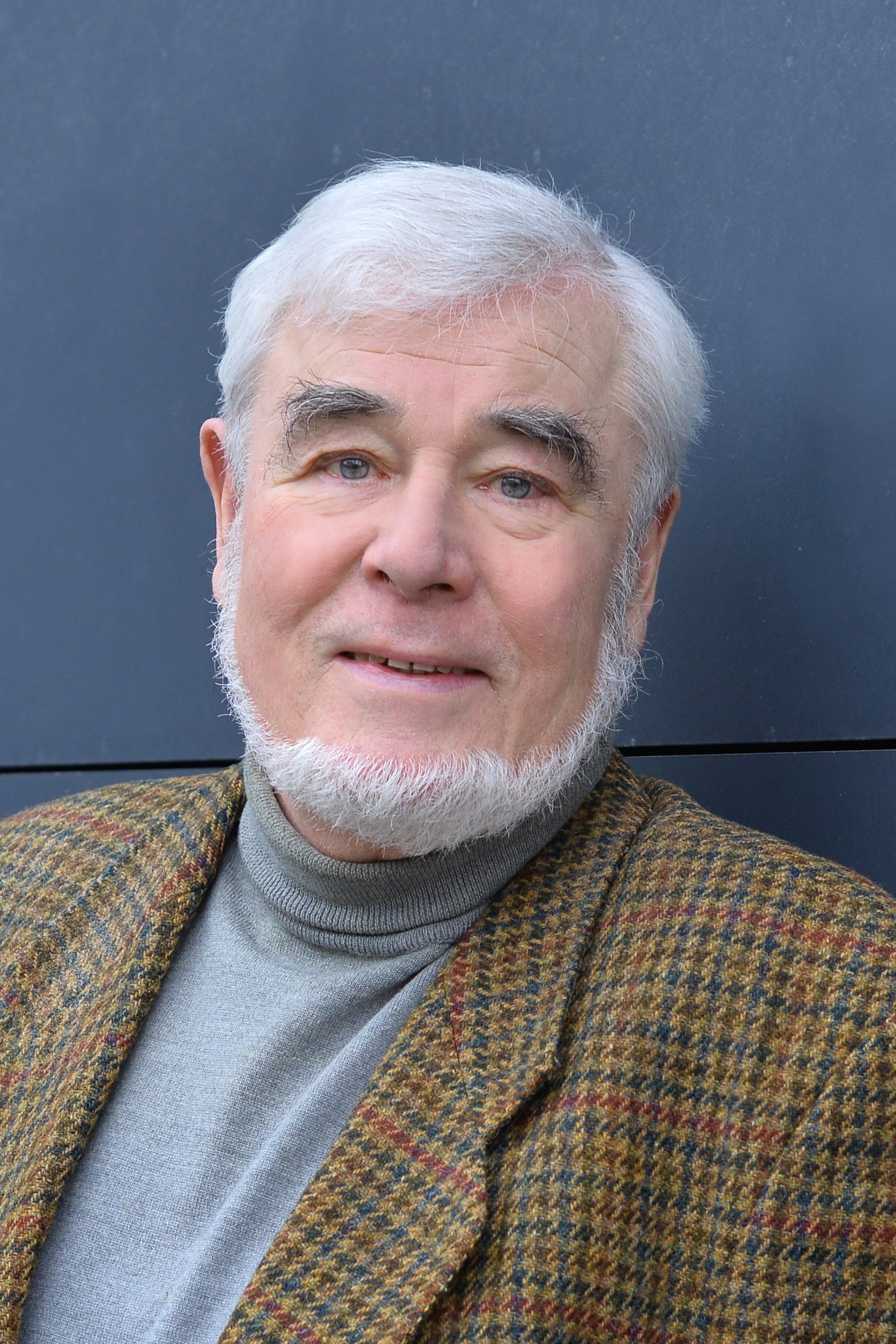
Thomas Jahn

## Leben
Jahn studierte Komposition bei Heinz Friedrich Hartig, Ernst Pepping (Kontrapunkt), Frank Michael Beyer (Instrumentation), Josef Rufer (Dodekaphonie), Werner Krützfeld (Musiktheorie) und bei Hans Werner Henze. Außerdem studierte er  Posaune bei Fritz Ramin und Horst Raasch sowie Dirigieren bei Alfred Bittner und absolvierte Studien im Arrangieren von Pop-Musik bei Anita Kerr in Los Angeles.
Jahn arbeitete als musikalischer Leiter des Thalia-Theaters Hamburg, Lektor im Peer-Musikverlag und Musiklehrer an einer Ballettschule. Mit Kollegen gründete er das „Ensemble Hinz&Kunst“ und verwirklicht hier die Kombination von Komposition und Posaune.
Jahn lebt heute in Hamburg.

## Auszeichnungen
- Schallplattenpreis „Künstler des Jahres“ 1976 für die Gemeinschaftskomposition Streik bei Mannesmann
- Förderpreis des Bachpreises der Freien und Hansestadt Hamburg 1979
- Preis der Jury des Internationalen Komponistenseminars in Boswil 1979 für die Gemeinschaftskomposition Mongomo in Lapislazuli
- Kirchenmusikpreis der Stadt Neuss 1995 für Magnificat ’95
- Preis des deutschen Musikrats 1998 für Blühende Landschaften für Chor a cappella

## Diskografie
- Die Lieder (Arrangements) aus der TV-Kinderserie „Rappelkiste“ 1973, Ensemble Hinz&Kunst, Polydor 2432 117
- Familie Schmidt 1975 aus „Die große Janosch-Parade“, Ensemble Hinz&Kunst, Polydor International 2432 149
- Streik bei Mannesmann (Gemeinschaftskomposition) 1976, Ensemble Hinz&Kunst, Pläne S 30 E 100
- Orte und Zeiten/Tempi e luoghi 1988, Norma Enns, Ensemble L’art pour l’art, Col Legno, AU 31811
- Kernlieder (Stille sein) 1994, William Reimer-Bariton, Justus Zeyen-Klavier, Canzona 1994
- Ten Dance Studies in Jazz Idiom (Swinging Trombones) 2000, Berliner Posaunenquintett, Koch Schwan, 3-6429-2
- Ten Dance Studies in Jazz Idiom (Meine Spätlese), 2013, Robert Kozanek, Blechbläser der Tschechischen Philharmonie, Tonstudio Rajchman, JR 0347-2

## Veröffentlichungen
- I have a dream in: „Zwischen den Kulturen, Neue Aspekte der musikalischen Ästhetik I“, Hans Werner Henze (Hrsg.), S. Fischer Verlag Frankfurt am Main, 1979
- Tender Buttons. Ein poetisches Musiktheater in: „Zwischen Aufklärung&Kulturindustrie“, Band II, Hanns Werner Heister, Karin Heister-Grech, Gerhard Scheit (Hrsg.), Von Bockel Verlag Hamburg, 1993